# Dangerous Woman (album Ariana Grande)
Dangerous Woman è il terzo album in studio della cantante statunitense Ariana Grande, pubblicato il 20 maggio 2016 dalla Republic Records.
L'album è composto da undici brani e presenta collaborazioni con Nicki Minaj, Lil Wayne, Future e Macy Gray. Il disco ha ricevuto una candidatura ai Grammy Awards 2017 nella categoria miglior album pop vocale.

## Antefatti
La cantante iniziò a registrare canzoni per l'album subito dopo il completamento del precedente My Everything nel 2014, continuando per tutta l'estate e l'autunno del 2015, tra le pause del suo tour mondiale, con Tommy Brown e Victoria Monét. Focus, che è stato originariamente pensato come singolo di lancio dell'album, è stato pubblicato per il download digitale il 30 ottobre 2015. La canzone ha raggiunto la settima posizione della Billboard Hot 100, vendendo 113 000 copie nella prima settimana negli Stati Uniti d'America e venendo certificato disco di platino dalla RIAA. La cantante ha terminato il lavoro per l'album il 21 gennaio 2016.
Originariamente il titolo dell'album avrebbe dovuto essere Moonlight. Durante la sua partecipazione al programma televisivo statunitense Jimmy Kimmel Live! nel gennaio del 2016, tuttavia, la cantante ha rivelato che non era più sicura del nome e che avrebbe potuto cambiare il titolo traendo ispirazione da un altro brano dell'album. Il 23 febbraio dello stesso anno ha annunciato il primo singolo estratto dall'album, Dangerous Woman, attraverso Snapchat e Twitter. Il giorno seguente ha pubblicato una foto su Instagram con una didascalia citando un romanzo del 1975 della scrittrice femminista egiziana Nawal al-Sa'dawi, Firdaus. Storia di una donna egiziana in seguito: «They said, "You are a savage and dangerous woman." I am speaking the truth. And the truth is savage and dangerous.» Per quanto riguarda il motivo per cui il nome dell'album è stato cambiato, la cantante dichiarava di avere a che fare con ritrarre se stessa come una persona più forte e per consentire ai fan, dicendo: «Moonlight è un bel brano ed è un bel titolo. È davvero romantico e sicuramente collega la [mia] nuova musica con quella vecchia, ma Dangerous Woman è molto più forte. [..] Per me una donna pericolosa è qualcuno che non ha paura di prendere una posizione, di essere se stessa e di essere onesta.»

## Promozione
La cantante ha annunciato il titolo finale dell'album il 22 febbraio 2016, tramite Snapchat. Due giorni dopo Grande ha lanciato un sito web apposito per promuovere il suo album (collegato con il suo sito originale), che dispone di una sezione nella quale sono state pubblicate vari aggiornamenti riguardanti lo stesso. La copertina ufficiale dell'album è stata pubblicata il 10 marzo tramite i social network della cantante, oltre al suo sito ufficiale, mentre due giorni più tardi ha eseguito i brani Dangerous Woman e Be Alright presso il programma televisivo Saturday Night Live. Nel mese di aprile la cantante ha portato al debutto il brano Leave Me Lonely in occasione della grande apertura del T-Mobile Arena a Las Vegas; tale brano è stato proposto nuovamente anche all'annuale MTV Movie Awards.
Il 13 maggio 2016 la cantante ha annunciato tramite Instagram la possibilità di ascoltare in streaming ulteriori brani tratti dall'album a cadenza giornaliera presso Apple Music. I brani resi disponibili per l'ascolto, in ordine cronologico, sono stati: Everyday con Future, Greedy, Side to Side con Nicki Minaj, Sometimes, Leave Me Lonely con Macy Gray, Touch It e Bad Decisions. Ariana Grande ha promosso l'uscita dell'album mediante alcune esibizioni televisive, tra cui i Billboard Music Award, Jimmy Kimmel Live! e Good Morning America; il 25 maggio ha inoltre cantato Into You e duettato con Christina Aguilera in Dangerous Woman durante la serata finale della decima stagione del talent show statunitense The Voice.
Al Summertime Ball al Wembley Stadium a Londra nel mese di giugno 2016, la cantante ha eseguito le tracce Dangerous Woman, Into You e Greedy come parte del suo set. La cantante ha successivamente eseguito all'annuale MTV Video Music Awards Side to Side in occasione del lancio di quest'ultimo come terzo singolo estratto dall'album.
La cantante ha iniziato il suo terzo tour mondiale, sotto il titolo di Dangerous Woman Tour, all'inizio del 2017.
Infine, in occasione del quinto anniversario dell'album, il 20 maggio 2021 è stata distribuita digitalmente un'edizione speciale dell'album comprensiva dei brani Jason's Song (Gave It Away) e Step on Up, entrambi precedentemente inclusi nell'edizione CD dell'album venduta esclusivamente nei negozi Target.

### Singoli
Il primo singolo dell'album, l'omonimo Dangerous Woman, è stato presentato in anteprima il 1º marzo 2016. Un frammento del brano è stato reso disponibile per l'ascolto come musica di sottofondo dello show Victoria's Secret Swim Special il 9 marzo 2016. Il singolo è stato pubblicato l'11 marzo 2016, insieme alla possibilità di ordinare l'album in anteprima su iTunes Store. La traccia ha guadagnato un numero di 118 000 download digitali nella sua settimana di apertura e ha debuttato al numero dieci nella Billboard Hot 100, diventando la sua settima top ten e il quinto al debutto nella top ten nella Hot 100.
Il secondo singolo, Into You, è stato pubblicato il 6 maggio 2016, venendo inviato nelle stazioni radiofoniche il 28 giugno dello stesso anno. La canzone ha debuttato al numero 83 e ha raggiunto la posizione del numero 13 nella Billboard Hot 100. Side to Side, con la rapper Nicki Minaj, è stato pubblicato il 30 agosto 2016 come il terzo singolo dell'album. Ha debuttato al numero 31 nella Billboard Hot 100 e al numero 26 nella Digital Songs.
Il 19 settembre 2016 la cantante ha pubblicato il singolo Jason's Song (Gave It Away), presentandolo dal vivo al The Tonight Show. Il brano, non presente nell'edizione standard del disco, fu incluso nell'edizione speciale di Target nel 2016 e ripubblicato nel 2021 come diciassettesima traccia dell'edizione bonus per il quinto anniversario del disco.
Nel gennaio 2017 è uscito come ultimo singolo Everyday, realizzato con il rapper Future e accompagnato da relativo video musicale.

## Giudizio della critica

### Accoglienza
| Recensione           | Giudizio |
| -------------------- | -------- |
| Digital Spy          |          |
| Entertainment Weekly | B+       |
| Slant Magazine       |          |

### Riconoscimenti
| Anno | Evento                    | Premio                          | Risultato       |
| ---- | ------------------------- | ------------------------------- | --------------- |
| 2017 | Grammy Award              | Miglior album pop vocale        | Candidato/a     |
| 2017 | Japan Gold Disc Awards    | International Album of the Year | Vincitore/trice |
| 2017 | Japan Gold Disc Awards    | Best 3 Albums (International)   | Vincitore/trice |
| 2017 | Juno Award                | International Album of the Year | Candidato/a     |
| 2017 | E! People's Choice Awards | Favorite Album                  | Candidato/a     |

## Tracce
1. Moonlight – 3:22 (Ariana Grande, Tommy Brown, Victoria McCants, Peter Lee Johnson)
2. Dangerous Woman – 3:55 (Johan Carlsson, Ross Golan, Max Martin)
3. Be Alright – 2:57 (Ariana Grande, Tommy Brown, Victoria McCants, Khaled Rohaim, Nicholas Audino, Lewis Hughes, Willie Tafa)
4. Into You – 4:04 (Ariana Grande, Max Martin, Savan Kotecha, Alexander Kronlund, Ilya Salmanzadeh)
5. Side to Side (feat. Nicki Minaj) – 3:46 (Ariana Grande, Ilya Salmanzadeh, Max Martin, Onika Maraj, Alexander Kronlund, Savan Kotecha)
6. Let Me Love You (feat. Lil Wayne) – 3:43 (Ariana Grande, Tommy Brown, Victoria McCants, Steven Franks, Dwayne Carter)
7. Greedy – 3:34 (Max Martin, Savan Kotecha, Alexander Kronlund, Ilya Salmanzadeh)
8. Leave Me Lonely (feat. Macy Gray) – 3:49 (Tommy Brown, Steven Franks, Thomas Parker Lumpkins, Victoria McCants)
9. Everyday (feat. Future) – 3:14 (Ariana Grande, Savan Kotecha, Ilya Salmanzadeh, Nayvadius Wilburn)
10. Bad Decisions – 3:46 (Ariana Grande, Max Martin, Savan Kotecha, Ilya Salmanzadeh)
11. Thinking Bout You – 3:20 (Peter Svensson, Chloe Angelides, Jacob Kasher Hindlin, Mathieu Jomphe Lépine)

Tracce bonus nell'edizione deluxe
1. Sometimes – 3:46 (Max Martin, Savan Kotecha, Ilya Salmanzadeh, Peter Svensson)
2. I Don't Care – 2:58 (Ariana Grande, Travis Sayles, Steven Franks, Tommy Brown, Michael Foster, Victoria McCants)
3. Bad Decisions – 3:46 (Ariana Grande, Max Martin, Savan Kotecha, Ilya Salmanzadeh)
4. Touch It – 4:20 (Max Martin, Savan Kotecha, Peter Svensson, Ali Payami)
5. Knew Better/Forever Boy – 4:59 (Ariana Grande, Steven Franks, Victoria McCants, Michael Foster, Ryan Tedder, Tommy Brown)
6. Thinking Bout You – 3:20 (Peter Svensson, Chloe Angelides, Jacob Kasher Hindlin, Mathieu Jomphe Lépine)

Tracce bonus nell'edizione giapponese
1. Focus – 3:31 (Ariana Grande, Savan Kotecha, Peter Svensson, Ilya Salmanzadeh)

Tracce bonus nelle edizioni Target, MediaWorld e Edited
1. Step On Up – 3:01 (Tommy Brown, Victoria McCants, Nicholas Audino, Shane Stevens, Ryan Vojtesak, Lewis Hughes, Jamil Chammas)
2. Jason's Song (Gave It Away) – 4:25 (Ariana Grande, Jason Robert Brown)

Tracce bonus nell'edizione deluxe giapponese
1. Focus – 3:31

## Successo commerciale
Negli Stati Uniti d'America l'album ha debuttato alla 2ª posizione Billboard 200 con 175 000 copie vendute.
Dangerous Woman ha esordito alla 2ª posizione della Oricon del Giappone, vendendo 20 811 copie durante la prima settimana e segnando il debutto più alto mai registrato dalla cantante nel paese.

## Classifiche

### Classifiche settimanali
| Classifica (2016) | Posizione massima |
| ----------------- | ----------------- |
| Australia         | 1                 |
| Austria           | 5                 |
| Belgio (Fiandre)  | 2                 |
| Belgio (Vallonia) | 6                 |
| Brasile           | 1                 |
| Canada            | 2                 |
| Corea del Sud     | 21                |
| Croazia (Int.)    | 10                |
| Danimarca         | 6                 |
| Finlandia         | 7                 |
| Francia           | 8                 |
| Germania          | 6                 |
| Giappone          | 2                 |
| Grecia            | 4                 |
| Irlanda           | 1                 |
| Italia            | 1                 |
| Messico           | 1                 |
| Norvegia          | 1                 |
| Nuova Zelanda     | 1                 |
| Paesi Bassi       | 1                 |
| Polonia           | 8                 |
| Portogallo        | 4                 |
| Regno Unito       | 1                 |
| Repubblica Ceca   | 10                |
| Scozia            | 3                 |
| Slovacchia        | 72                |
| Spagna            | 1                 |
| Stati Uniti       | 2                 |
| Svezia            | 4                 |
| Svizzera          | 3                 |
| Ungheria          | 39                |

### Classifiche di fine anno
| Classifica (2016)    | Posizione |
| -------------------- | --------- |
| Australia            | 53        |
| Belgio (Fiandre)     | 75        |
| Belgio (Vallonia)    | 122       |
| Canada               | 18        |
| Corea del Sud (Int.) | 57        |
| Danimarca            | 24        |
| Francia              | 100       |
| Giappone             | 49        |
| Italia               | 49        |
| Islanda              | 36        |
| Messico              | 31        |
| Nuova Zelanda        | 43        |
| Paesi Bassi          | 29        |
| Regno Unito          | 62        |
| Spagna               | 56        |
| Stati Uniti          | 26        |
| Classifica (2017)    | Posizione |
| Australia            | 67        |
| Canada               | 26        |
| Danimarca            | 46        |
| Francia              | 176       |
| Messico              | 57        |
| Nuova Zelanda        | 31        |
| Svezia               | 45        |
| Regno Unito          | 66        |
| Stati Uniti          | 38        |
| Classifica (2018)    | Posizione |
| Australia            | 89        |
| Regno Unito          | 100       |
| Stati Uniti          | 162       |
| Classifica (2019)    | Posizione |
| Belgio (Fiandre)     | 171       |
| Stati Uniti          | 192       |
| Classifica (2021)    | Posizione |
| Polonia              | 75        |

### Classifiche di fine decennio
| Classifica (2010-19) | Posizione |
| -------------------- | --------- |
| Stati Uniti          | 122       |

## Date di pubblicazione
| Paese       | Data di pubblicazione | Formato               | Etichetta |
| ----------- | --------------------- | --------------------- | --------- |
| Mondo       | 20 maggio 2016        | CD, download digitale | Republic  |
| Stati Uniti | 9 settembre 2016      | LP                    | Republic  |